# Heinrich Wilhelm von der Groeben
Heinrich Wilhelm von der Groeben (* 11. August 1657 in Schloßberg bei Insterburg; † 30. August 1729 in Langheim) war ein deutscher Militär.

## Leben
Er entstammte dem alten märkischen Adelsgeschlecht von der Groeben. Sein Vater war Georg Heinrich von der Groeben (1630–1697), Amtshauptmann von Marienwerder und Riesenburg und seine Mutter Barbara Dorothea, geborene von Gattenhofen (aus dem Hause Norhitten). Nach dem Besuch des Jesuitengymnasiums in Rößel studierte Groeben an der Universität Königsberg, und zwar hauptsächlich Rechtswissenschaften. Sein Studium schloss er mit der Disputation ab. Er ging dann mehrere Jahre lang auf Reisen (Grand Tour) und hielt sich eine Zeit lang in Paris auf. 
1682 kämpfte er zuerst für Kaiser Leopold I., dann in polnischen Diensten unter König Johann Sobieski. Er kämpfte in Ungarn, wo er an der Belagerung Ofens teilnahm, und in der Ukraine. Er wurde zunächst Oberstwachtmeister und dann Chef eines Infanterie-Regiments. Im Jahr 1689 gab er den Kriegsdienst auf, um sich um seinen umfangreichen Landbesitz zu kümmern. Groeben war erster Majoratsherr auf Gut Ponarien und Herr auf Gut Langheim. Groeben  hatte das Amt des Kurators der Groebenschen Majoratsstitfung und des Groebenschen Stipendienhauses inne. In erster Ehe war er mit Helene Euphrasine von Hohendorf (aus dem Haus Beyditten) verheiratet, in zweiter Ehe mit Marie Eleonore Luise Gräfin von Wallenrodt († 5. Mai 1737) (aus dem Haus Willkühne). Sie war die Tochter des Ministers Adam Christoph von Wallenrodt.